# ポジショニング (マーケティング)
マーケティング用語としてのポジショニング (英: positioning)とは、ある特定のブランドが顧客の心の中で独自の地位 (ポジション) を築き、競合他社の製品やブランド認知の観点での差別化をイメージさせるための活動である。製品やブランドの地位を作るにあたり、企業はマーケティングミックスを通じてその製品やブランドの特徴（内容、機能、方法など）を強調したり、適切なイメージ（安価またはプレミアム、実用的または豪華、初心者向けまたはハイエンド向けなど）を作成したりする。ブランドが一度確固たる地位を獲得すると、変更は困難になる。
ポジショニングは、マーケティングにおいて最も強力な概念（コンセプト）の1つである。当初、ポジショニングは製品に焦点を当てていたが、アル・ライズとジャック・トラウトによって、製品の評判を高め、競合他社の製品の中でランク付けすることも含むようになった。 SchaeferとKuehlweinは、概念を物質的で合理的な側面を超えて拡張し、ブランドの使命によりもたらされる「意味」を含めるようになった。 主に、ポジショニングは「ブランドがターゲットオーディエンスの心の中で占める地位」である。 ポジショニングは現在では、あたりまえのマーケティング活動・戦略である。国内で使っているポジショニング戦略は、海外市場への参入時にも、多くの場合、そのまま、または少しの変更で使用可能である。 
ポジショニングの概念の起源は不明である。学者たちは、それが第一次世界大戦後の期間に急成長した広告業界が発祥しれないと示唆しているが、1950年代と60年代に成文化され普及しただけだった。ポジショニングの概念は非常に強力であり、マーケターが実践で使えるように常に進化を続けている。

## 定義
デイヴィッド・オグルヴィは、マーケティングの専門家の間でポジショニングの意味について真の合意はなかったと記しているが、彼の定義は「製品の機能と目的」であると述べた。たとえば、Doveは、手が汚れている男性向けの製品ではなく、手が乾いている女性向けの石鹸としての地位の獲得に成功している。 
アル・ライズとジャック・トラウトは、ポジショニングのいくつかの定義を進めた。 1969年に発行された記事『Industrial Marketing』で、 ジャック・トラウトは、ポジショニングは、情報入力を簡素化し、新しい情報を論理的な場所に保存するために消費者が使用するメンタルデバイスであると述べた。彼は、典型的な消費者は不要な広告を煩わしく思っており、快適な（そして空の）置き場所をすぐに思いつかないすべての情報は、忘れてしまいがちであるため、ポジショニングは重要であると述べた。 『Positioning: The Battle for Your Mind』の中で、先の二人はポジショニングの定義を「心の窓を見つけるための組織化されたシステム」として拡張した。これは、コミュニケーションは適切なタイミングで適切な状況下でのみ効果があるという概念に基づいている。」 
ポジショニングは、知覚価値の概念と密接に関連している。マーケティングでは、価値は、他の製品と比較した場合の、ある製品の利点と費用に対する見込み顧客の評価の差として定義される。価値は、製品のメリット、機能、スタイル、コストパフォーマンスなど、さまざまな形で表現できる。 